# Печерський іподром
50°26′14″ пн. ш. 30°32′50″ сх. д. / 50.437165906883° пн. ш. 30.547250687873° сх. д.
Печерський іподром — іподром, що існував у місті Києві у 1867—1965 роках, також використовувався як льотний майданчик. Збереглась будівля іподрому, побудована у 1915-1916 роках.

## Історія
У 1867 було засновано Київське товариство випробувань коней (Киевское общество испытаний лошадей), незабаром почалися кінні змагання.
У 1915—1916 роках для потреб іподрому була збудована кам'яна будівля в стилі неоренесанс (зараз вул. Омеляновича-Павленка, 9). Архітектором був Валеріян Риков, скульптором — Федір Балавенський. У будівлі була крита двох'ярусна трибуна завдовжки близько 125 метрів, здатна вміщати більше чотирьох тисяч чоловік одночасно. Тут були свій ресторан і буфет. Свого часу іподром на Печерську вважався одним з найкращих розважальних місць у Києві. 
У 1910-х роках Печерський іподром використовувався як один з льотних майданчиків Київського товариства повітроплавання. У квітні 1911 року на іподромі виконував демонстраційні польоти, у тому числі з пасажирами, відомий авіатор С. Уточкин, який роком раніше вперше продемонстрував у Києві політ літака на іншому київському іподромі — Сирецькому (знаходився на місці кіностудії імені О. Довженко).
Вперше ідея забудови поля іподрому виникла у 1930-і, коли у Київ переносилася столиця України. Але того разу вона не була реалізована. Вдруге до неї повернулися через 30 років. Печерський іподром був закритий у 1965. Його поле забудували, будівля залишилась до нашого часу.

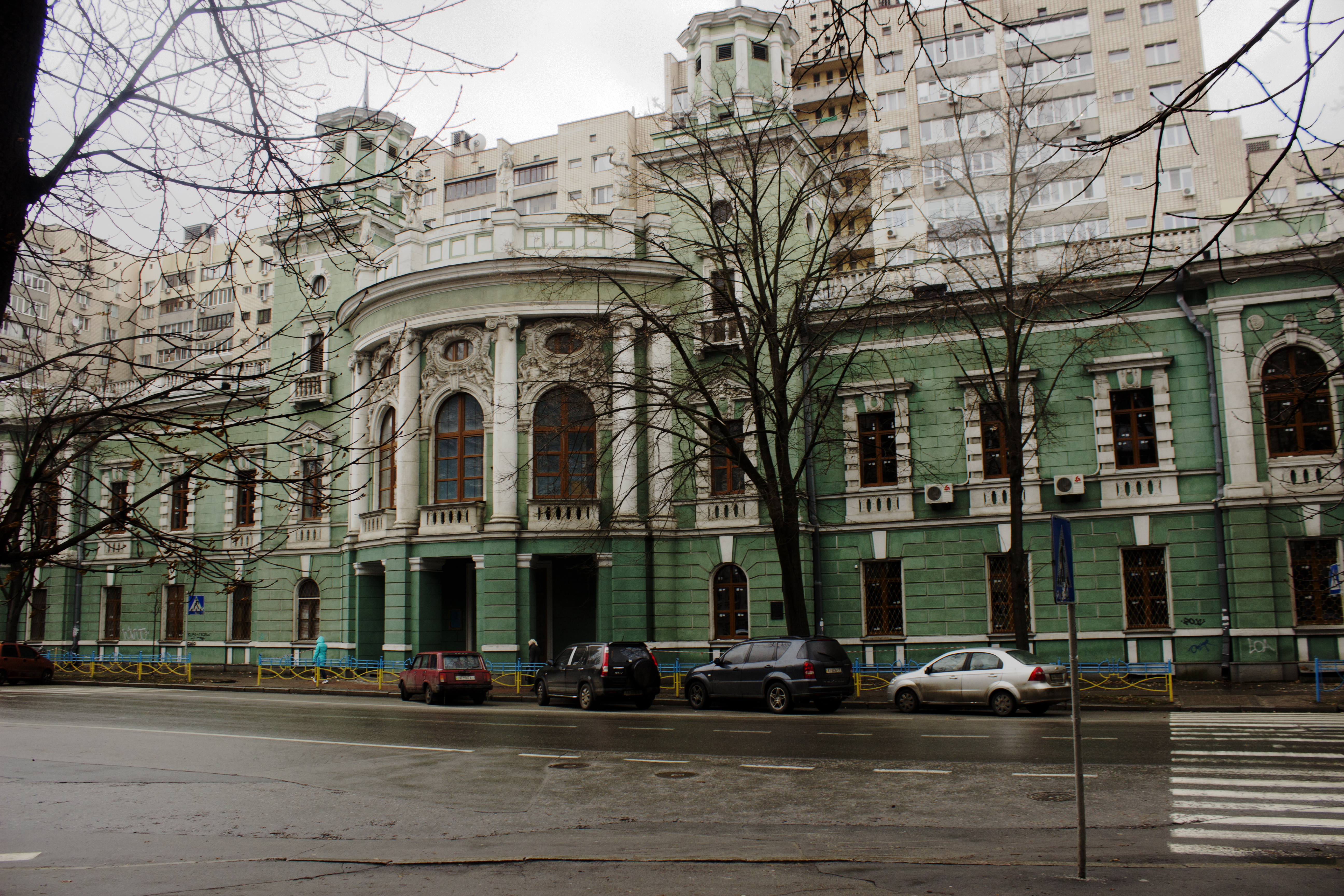
Будівля іподрому у 2014 році (вул.Омеляновича-Павленка, 9)